# تسيلا (ترواعلي)
تسيلا هو دُوَّار يقع بجماعة إدا وكازو، إقليم الصويرة، جهة مراكش آسفي في المملكة المغربية. ينتمي الدوّار لمشيخة ترواعلي التي تضم 8 دواوير. يقدر عدد سكانه بـ 928 نسمة حسب الإحصاء الرسمي للسكان والسكنى لسنة 2004.

## روابط خارجية
- البوابة الوطنية للجماعات الترابية نسخة محفوظة 12 مارس 2018 على موقع واي باك مشين.
- المندوبية السامية للتخطيط